# Cyryl Karczyński
Cyryl Karczyński (ur. 1 lipca 1884 w Pelplinie, zm. 29 maja 1940 w Sachsenhausen (KL)) – polski duchowny katolicki, Sługa Boży Kościoła katolickiego.

## Życiorys
Urodził się w rolniczej rodzinie Ignacego i Anny z domu Gdaniec. Po ukończeniu Collegium Marianum w Pelplinie uczęszczał do gimnazjum w Chełmnie, gdzie należał do Towarzystwa Filomatów, a po zdaniu matury wstąpił do Wyższego Seminarium Duchownego w Pelplinie. 23 marca 1908 roku przyjął święcenia kapłańskie.
Pracę rozpoczął w 1908 jako wikariusz w Luzinie i w okresie posługi w tej parafii wstąpił do Towarzystwa Naukowego w Toruniu, a także zaczął działać w Towarzystwie Czytelni Ludowych, wspierając czytelnictwo polskiej literatury wśród wiernych, m.in. przez zakładanie bibliotek. Od 1913, gdy przeniesiono go do parafii w Grzybnie, rozpoczął spisywanie ludowych pieśni (zebrał 152 pieśni ludowych). W działalności etnograficznej współpracował z ks. Stanisławem Kujotem i ks. Henrykiem Szumanem, a w połowie lat 30 XX w. z ks. Władysławem Łęgą, któremu udostępnił do opracowania i druku swój zbiór pieśni ludowych zebrany w czasie pracy w parafii Grzybno. Znaczna część tego materiału została opublikowana w 1961 w pracy Łęgi „Ziemia Chełmińska”. Przed przejściem do Glaznot (1915), na krótko pracował w Białutach.
W 1920 działał na rzecz Polski w ramach kampanii plebiscytu na Warmii i Mazurach. Od 1920 był proboszczem w Rywałdzie, w 1927 został dziekanem radzyńskim, a w 1928 dyrektorem rywałdzkiego domu emerytów. Był także dyrektorem Diecezjalnego Apostolstwa Modlitwy. W 1938 objął parafię w Cekcynie.
Po wybuchu II wojny światowej został aresztowany przez Niemców 28 października 1939. Z więzienia w Kamieniu Krajeńskim, 15 grudnia 1939 przeniesiony został do niemieckiego obozu Stutthof (KL), a 10 kwietnia 1940 do obozu Sachsenhausen i tam zakatowany.
27 czerwca 1940, na parafialnym cmentarzu w Pelplinie, dokonano symbolicznego pochówku prochów Sługi Bożego Cyryla Karczyńskiego.
Był działaczem patriotycznym, kulturalnym i oświatowym, a także krzewicielem polskiej kultury i folkloru.
Jego braćmi byli m.in. ksiądz Marian i kompozytor Aleksander.
Jest jednym ze 122 Sług Bożych, wobec których 17 września 2003 rozpoczął się proces beatyfikacyjny drugiej grupy męczenników z okresu II wojny światowej.

## Źródła internetowe
- Notatka biograficzna